# روي رولاند
روي رولاند (بالإنجليزية: Roy Rowland)‏ هو مخرج أمريكي، ولد في 31 ديسمبر 1910 في نيويورك في الولايات المتحدة، وتوفي في 29 يونيو 1995 في لاغونا هيلس في الولايات المتحدة.

## وصلات خارجية
- روي رولاند على موقع IMDb (الإنجليزية)
- روي رولاند على موقع ألو سيني (الفرنسية)
- روي رولاند على موقع تيرنر كلاسيك موفيز (الإنجليزية)
- روي رولاند على موقع أول موفي (الإنجليزية)
- روي رولاند على موقع قاعدة بيانات الأفلام السويدية (السويدية)
- روي رولاند على موقع إن إن دي بي (الإنجليزية)
- روي رولاند على موقع قاعدة بيانات الفيلم (الإنجليزية)
- روي رولاند على موقع كينوبويسك (الروسية)